# Acacia incana
Acacia incana é uma espécie de leguminosa do gênero Acacia, pertencente à família Fabaceae.